# 鋸棘副沙鯰
鋸棘副沙鯰，為輻鰭魚綱鯰形目北非鯰科的其中一種，分布於非洲甘比亞河流域，體長可達6.6公分，棲息在底層水域，屬肉食性，生活習性不明。